# Eoophyla myanmarica
Eoophyla myanmarica is een vlinder uit de familie van de grasmotten (Crambidae), uit de onderfamilie van de Acentropinae. De wetenschappelijke naam van deze soort is voor het eerst gepubliceerd in 2005 door Wolfram Mey en Wolfgang Speidel.
De soort komt voor in Myanmar.